# Dasineura balsamicola
Dasineura balsamicola är en tvåvingeart som först beskrevs av Joseph Albert Lintner 1888.  Dasineura balsamicola ingår i släktet Dasineura och familjen gallmyggor. Inga underarter finns listade i Catalogue of Life.